# Moment (astronomia)

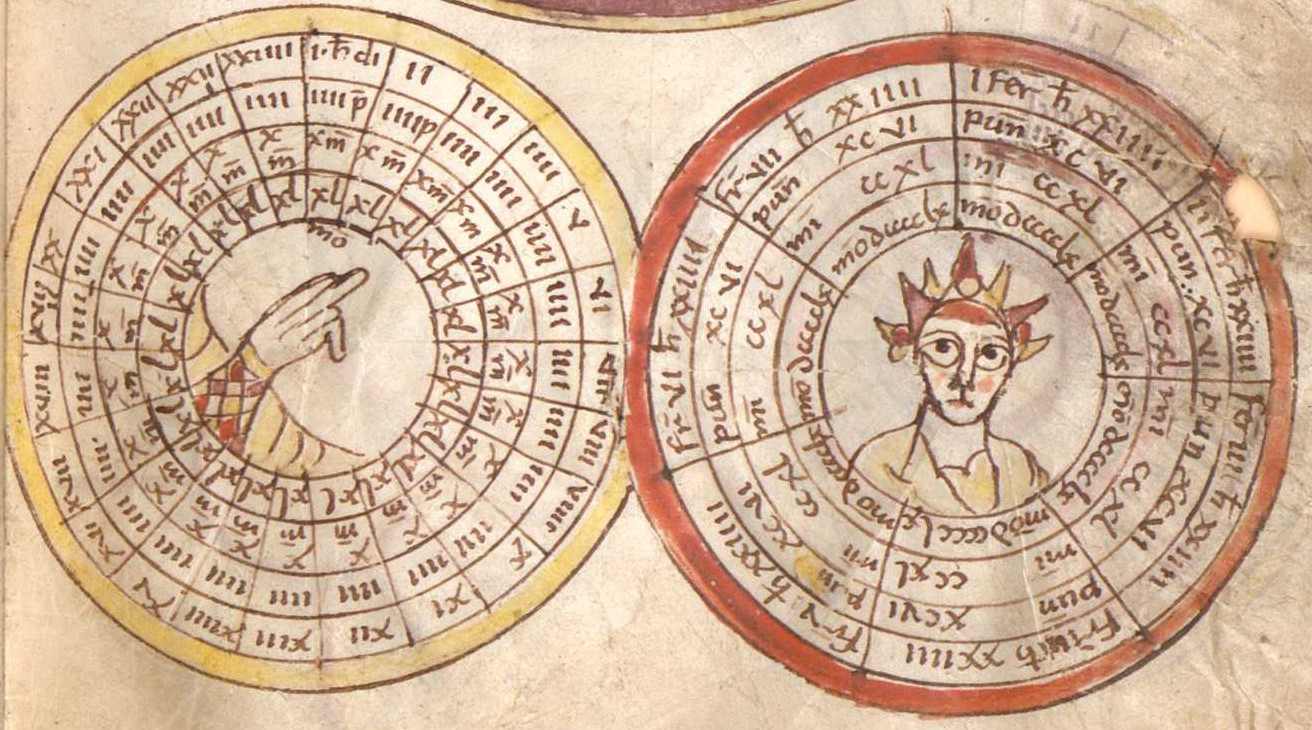
Dwa diagramy kołowe przedstawiające części dnia i tygodnia, na których widnieją minuskuły karolińskie (Clm 14456 fol. 71r) z Klasztoru św. Emmerama. Dzień jest podzielony na 24 godziny, a każda godzina podzielona na 4 puncta, 10 minuta oraz 40 momenta. W diagramie przedstawiającym części tygodnia, podzielony jest na siedem dni, a każdy z nich na 96 puncta, 240 minuta, a także 960 momenta.

Moment (łac. momentum) – średniowieczna jednostka czasu, stosowana do XIII w.
Ruch cienia na zegarze słonecznym pokrywał 40 momentów w czasie jednej godziny słonecznej, a także dwunastą część okresu pomiędzy wschodem a zachodem Słońca. Długość godziny słonecznej była zależna od długości dób, które były z kolei zależne od pór roku. Chociaż długość momentu nie została ustalona w dzisiejszych sekundach, przyjmuje się, że odpowiada ona około 90 sekundom. Dzień słoneczny można podzielić na 24 godziny o równej lub nierównej długości, ten pierwszy jest nazywany naturalnym lub równonocnym, a drugi sztucznym. Godzina została podzielona na cztery puncta (1/4 godziny), dziesięć minuta lub 40 momenta.
Jednostka była wykorzystywana przez średniowiecznych matematyków przed wprowadzeniem zegara mechanicznego i sześćdziesiątkowego systemu liczbowego pod koniec XIII wieku. Prawdopodobnie nie korzystano z niej w życiu codziennym, a jeśli, to jedynie wśród grup ludzi wykształconych. Dla pozostałych grup głównym wyznacznikiem czasu były przerwy w ciągu dnia na liturgię godzin.
Najstarsza wzmianka o momencie jako jednostce czasu pochodzi z VIII w. z zapisków Bedy Czcigodnego, który opisał system działania 1 godziny czasu słonecznego. Wyglądał on następująco:
1 godzina czasu słonecznego = 4 punkty = 5 punktów księżycowych = 10 minut = 15 części = 40 momentów
O Bedzie Czcigodnym wspomniał pięć wieków później Bartłomiej Anglik w swojej wczesnej encyklopedii De Proprietatibus Rerum), oraz Roger Bacon, który podzielił moment na 12 uncji z 47 atomów, jednakże żadnego z tych podziałów nie można było wykorzystać do obserwacji, ze względu na narzędzia wykorzystywane w tamtych czasach.